# 낮보다 밝은 밤
《낮보다 밝은 밤》은 1985년 2월 24일에 MBC TV에서 방영되었던 베스트셀러극장이다.

## 출연
- 정성모
- 맹상훈
- 이은경
- 김영림
- 신충식
- 강인덕